# Пошукові ознаки
Пошукові ознаки (рос. поисковые признаки, англ. prospecting characteristics, нім. Suchmerkmale n pl) – мінералогічні, геохімічні, геофізичні чинники (аномалії), які прямо або непрямо вказують на наявність корисних копалин в межах певних площ або ділянок. Прямі П.о.: вияви в оголеннях (виходи корисних копалин), в гірничих виробках або в керні бурових свердловин; потоки і ореоли мінералів або хім. елементів (наприклад, золота, каситериту і олова, шеєліту і вольфраму, кіноварі і ртуті) в алювії, в схилових пухких відкладах, в корінних породах; магнітні аномалії високої інтенсивності у зв’язку з маг-нетитовими рудами і ін. Непрямі (побічні) П.о.: потоки і ореоли мінералів і хім. елементів-супутників корисних компонентів, наприклад, для золоторудних родовищ – потоки і ореоли піриту, халькопіриту, ґаленіту, сфалериту (міді, свинцю, цинку, срібла), для родовищ олова – шеєліту, вольфраміту (вольфраму) або сульфідів свинцю, цинку, бісмуту і ін.; геофізичні ано-малії, зумовлені метасоматитами, ореолами мінералів-супутників сульфідного зруденіння, рудоконтролюючими структурами. 

## Цікаво
Про пошукові ознаки часто згадують давні автори. Так, Георгій Агрікола у свої роботі De Re Metallica („Про гірництво та металургію”) пише: "Якщо зустрінеться глиниста земля на зразок замазки з частками самородного металу або руди, це служить для рудокопів найкращою ознакою жили, оскільки металева речовина, від якої відділилися частинки, знаходиться близько.
Навіть якщо в землі такого роду абсолютно відсутні частинки руди, але сама земля жирна, білого, зеленого, блакитного або близького до цих кольору, не слід припиняти розпочату роботу. Рудокопи бачать в жилах і прожилках інші ознаки, про які я вже говорив, а також ознаки в навколишніх породах, про які скажу нижче.
Якщо під час копання зустрічаються сухі землі, що містять метал або руду, це служить хорошою ознакою. Якщо зустрічаються жовті, червоні, чорні або деякі інші особливі землі, хоча б і позбавлені мінералів, це не вважається поганою ознакою.
Добрими ознаками є знахідки малахіту, лазуриту, хризоколи, аурипігменту або реальгару. Якщо підземні джерела виносять частки металу, слід продовжувати розпочату роботу, оскільки це свідчить про те, що частки відділені від масиву, як частина від цілого тіла. Рівним чином тонкі листочки металу в породі вважаються сприятливою ознакою. Якщо жили, що складаються здебільшого з кварцу, частково з глинистих і сухих земель, йдуть разом зі своїми прожилками в глибину надр, є надія виявити руду. Якщо надалі прожилки зникають або виявляється лише незначна кількість металічної речовини, роботу все ж не слід припиняти аж до повного зникнення цих ознак. Кварц темний або чорний, кольору рогу або печінки зазвичай служить хорошою ознакою; білий кварц іноді може бути сприятливою ознакою, а іноді взагалі не має значення. Вапняний шпат, виявлений у жилі та зникаючий на глибині, не є сприятливою ознакою, оскільки він належить не самій жилі, а якому-небудь із прожилків."